# Giuseppe Torelli (scrittore)
(Recensione riportata in L'Esposizione universale di Vienna: pubblicazione dell'Universo Illustrato, Milano, n.9 - 6 luglio 1873, p.126)
Giuseppe Torelli (noto con lo pseudonimo di Ciro D'Arco; Recetto, 13 dicembre 1816 – Torino, 25 aprile 1866) è stato uno scrittore, giornalista e politico italiano, amico di Massimo d'Azeglio e vicino a Cavour, commentatore politico di primo piano della parte moderata, durante la delicata fase iniziale nel processo d'unificazione italiana.

## Biografia
Figlio di un medico originario del biellese e da madre del luogo, orfano nell'infanzia con la sorella Giuseppina, venne affidato a un tutore che lo fece educare nel piccolo collegio di Doccio - un convitto in Valsesia alle porte di Varallo, gestito dai fratelli sacerdoti Marco e Gervaso Zanoni; quindi, successivamente, si spostò nei collegi dei padri somaschi di Casale Monferrato (1828) e dei gesuiti a Novara.
Si trasferisce quindi a Torino, città dove Torelli incontrò, fra gli altri, Angelo Brofferio - suo amico malgrado l'opposto atteggiamento politico di estrema sinistra, protagonista di accese polemiche e di scontri in teatro -, e dove in seguito nel 1835 si laureò in medicina, pur non esercitando mai la professione.
Di certo, il clima culturale nel capoluogo piemontese, dovette favoriire incontri interessanti, tuttavia senza dimenticare le personalità della società in espansione nella vicina Novara dagli anni '30 del XIX secolo con cui entrò in contatto. Si ricordano, per esempio, Luigi Camoletti con il suo giornale "Iride", il maestro di cappella nel Duomo, Saverio Mercadante, figura di primo piano nel panorama musicale non soltanto novarese, Giuseppe Regaldi (Varallo, 1809 - Bologna, 1883), noto verseggiatore, letterato e organizzatore di accademie di poesia improvvisata, Giacomo Giovanetti e Carlo Negroni.
Nel contempo, Torelli dovette avvicinarsi anche agli ambienti intellettuali di una Milano, già luogo dell'incipiente industria culturale. Infatti, presso Pirotta pubblicò nel 1839, l'Ettore santo, una sorta di riesumazione dei suoi trascorsi nel collegio di Doccio. L'accoglienza favorevole gli aprirà l'ingresso nelle riviste che caratterizzavano la variegata editoria torinese: si occuperà di articoli d'attualità culturale e di colore sia per la "Rivista Europea" degli eredi Stella, apprezzati da Carlo Tenca, sia per il suo diretto concorrente "L'Eco: giornale di scienze, lettere, arti, mode e teatri", uno dei periodici dell'editore Paolo Lampato, che per il foglio di spettacoli musicali dei Ricordi.
Nel 1843 pubblicò un romanzo sperimentale: Ruperto d'Isola. Per sua stessa ammissione dovette alla biblioteca Braidense la preparazione culturale. La sua versatilità intellettuale - sapeva occuparsi di letteratura, medicina, musica, costume - fu molto stimata nei salotti milanesi. Intuì le novità dell'epoca in Italia nel periodo che anticipò l'elezione di papa Pio IX. Si avvicinò alla fronda milanese pro governo austriaco, rimase attratto dalle riforme piemontesi che stavano rafforzando l'ascesa di Carlo Alberto di Savoia in senso costituzionale.
Ritornò in Piemonte ai primi dell'emblematico 1848, chiamato da Giacomo Durando, per collaborare ad uno dei fogli apparsi con la liberalizzazione, "L'Opinione".
Appresa la notizia delle cinque giornate, da Novara si trasferì a Milano per ottenere la direzione (1848), con Tenca in un primo tempo, della rivista "Il XXII marzo", il giornale del governo provvisorio di Gabrio Casati. Torelli si orientò presto in quella situazione verso le posizioni moderate filopiemontesi, antimazziniane, in contrasto con gli esponenti della sinistra democratica - capofila Carlo Cattaneo e Enrico Cernuschi - che aveva conosciuto in precedenza. Fuggito dalla città in tumulto per il ritorno imminente delle truppe austriache, ne offrirà nei Ricordi politici, non tanto un resoconto storico quanto una brillante rievocazione di fatti e uomini. Trascorse i mesi dell'armistizio tra Novara e il Lago Maggiore: fu il momento della sua linea d'ombra.
Nel gennaio 1849 fu testimone diretto dell'atmosfera rivoluzionaria a Genova dove si trasferì, mentre in primavera emigrò a Parigi, nella città repubblicana del presidente Napoleone Bonaparte. Due viaggi che fortificarono ulteriormente le sue idee moderate, anti-giacobine.
Da collaboratore occasionale divenne, al ritorno nell'estate, articolista di spicco de "Il Risorgimento", il giornale di Cavour. Incominciò così, con lo pseudonimo di Ciro D'Arco, a seguire le vicende della fase politica subalpina, pubblicando articoli di fondo dapprima a sostegno del governo Azeglio, poi dalla parte del Governo Cavour I, narrando spesso notizie di parecchi uomini politici come Tommaso Grossi, Michelangelo Castelli, Giovanni Lanza, Giuseppe Cornero, Francesco Ferrara, il Brofferio, Giuseppe Revere (Trieste, 1812 - Roma, 1889), ecc. La sua posizione di opinionista fu espressamente riconosciuta dallo statista Camillo Benso che definì Torelli e Castelli le colonne del "Risorgimento". Giocò un suo ruolo nel favorire il connubio, avvicinando Domenico Buffa che era uomo di Urbano Rattazzi.
Terminate le pubblicazioni del giornale, gli articoli apparsi nel 1849-'50 furono riuniti in volume, nelle Lettere di Ciro D'Arco, la sua rubrica politica sul giornale cavouriano.
Dal 1851 fu direttore del foglio ufficiale del Regno di Sardegna, la Gazzetta Piemontese, già curato da Guglielmo Stefani.

## Opere principali
- Ettore santo: autobiografia di un galantuomo come gli altri, Milano, Tip. Pirrotta, 1839 (on-line)
- Ruperto d'Isola, soliloqui d'una mosca, Milano, presso Carlo Turati libraio, 1843 (vol. 2)
- Pensieri sull'Italia di un Anonimo lombardo, Parigi, L.R. Delay, 1848 (on-line)
- Lettere di Ciro D'Arco, Torino, Ferrero e Franco, 1850
- Emiliano, in «Cronista», Torino, 1856 (poi a cura di Maria Patrucco Rustico, Torino, Einaudi, 1980)
- Le elezioni politiche lettera a Massimo D'Azeglio di Ciro D'Arco, Torino, Tip. G. Favale e C., 1860 (on-line)
- Camillo di Cavour: commemorazione di Ciro D'Arco, Torino, Tip. G. Favale e C., 1861 (on-line)
- Paesaggi e profili, Firenze, Felice Le Monnier, 1861
- Paesaggi, storia e leggende in Piemonte, 1861
- Massimo d'Azeglio: commemorazione di Ciro D'Arco, Firenze, G. Barbèra editore, 1866 (on-line)

## Raccolte postume
- Scritti vari di Giuseppe Torelli (Ciro d'Arco), raccolti e ordinati per cura di Cesare Paoli, Milano, Libr. Educazione e d'Istruzione P. Carrara, 1871[11] (on-line)
- Ricordi politici di Giuseppe Torelli, pubblicati per cura di Cesare Paoli, Milano, Libr. Educazione e d'Istruzione P. Carrara, 1873 (on-line)
- Massimo d'Azeglio, Lettere di Massimo d'Azeglio a Giuseppe Torelli: con frammenti di questo in continuazione dei Miei ricordi, pubblicate per cura di Cesare Paoli, 3ª ed., Milano, P. Carrara, 1877

## Riconoscimenti
Con la delibera n. 385 del 18 novembre 1926 il comune di Novara gli ha intitolato una via nel quartiere Sacro Cuore, traversa del viale Roma, precedentemente nota come strada vecchia del Torrion Quartara.